# Notre-Dame-d'Elle
Pour les articles homonymes, voir Notre-Dame.
Notre-Dame-d'Elle est une ancienne commune française du département de la Manche et de la région Normandie, devenue le 1er janvier 2016 une commune déléguée au sein de la commune nouvelle de Saint-Jean-d'Elle.
Elle est peuplée de 181 habitants.

## Géographie
La commune est composée d'un bourg principal (Notre-Dame-d'Elle) et de plusieurs hameaux : le Village ès Planquais, le Douit d'Elle, le Hameau Berruyer, le Bois, le Village les Roses, le Chapitre, Village de la Mare, Ferme de l'Église, les Boulots, les Daguets, Maison Mado, les Renards, les Hauts Vents, le Village Jeannette, le Canivet, Joli Cœur.

## Toponymie
Notre-Dame apparaît dans une toponymie importante, dans les régions francophones, elle tend à remplacer le Sainte-Marie et désigne la Vierge Marie à partir du XIIIe siècle.
Le déterminant, fait référence à la rivière de l’Elle et à la forêt d'Elle, aujourd'hui disparue.

## Histoire
En 1837, la section fut supprimée au profit de la création de la commune d'Elle avec le territoire de Saint-Germain-d'Elle ; la commune fut supprimée dix ans plus tard en 1848 avec le rétablissement des deux communes.
Le village est détruit en 1944.
Le 1er janvier 2016, Notre-Dame-d'Elle intègre avec quatre autres communes la commune de Saint-Jean-d'Elle créée sous le régime juridique des communes nouvelles instauré par la loi no 2010-1563 du 16 décembre 2010 de réforme des collectivités territoriales. Les communes de Notre-Dame-d'Elle, Précorbin, Rouxeville, Saint-Jean-des-Baisants et Vidouville deviennent des communes déléguées et Saint-Jean-des-Baisants est le chef-lieu de la commune nouvelle.

## Politique et administration
En 2018, la commune nouvelle de Saint-Jean-d'Elle était toujours sur deux cantons, à savoir le Canton de Condé-sur-Vire et celui de Pont-Hébert pour la commune délégué de Notre-Dame-d'Elle ; pour coller au code général des collectivités, le conseil municipal a suivi la décision du préfet et a proposé de rattacher Saint-Jean-d'Elle au seul canton de Condé-sur-Vire.
| Période                                                                                          | Période       | Identité             | Étiquette | Qualité          |
| ------------------------------------------------------------------------------------------------ | ------------- | -------------------- | --------- | ---------------- |
|                                                                                                  |               | Louis Le Berruyer    |           |                  |
| 1792                                                                                             | 1793          | Jacques Le Berruyer  |           |                  |
| 1794                                                                                             | 1795          | Jacques Guilbert     |           |                  |
|                                                                                                  | 1798          | Jacques Guilbert     |           |                  |
| 1798                                                                                             | 1808          | Louis Le Berruyer    |           |                  |
| 1808                                                                                             | 1821          | Pierre Canivet       |           |                  |
| 1821                                                                                             | 1835          | Jacques Marie        |           |                  |
| 1835                                                                                             | 1837          | Pierre Canivet       |           |                  |
| 1838                                                                                             | 1838          | Jacques Godey        |           |                  |
| fusion avec Saint-Germain-d'Elle de 1838 à 1848                                                  |               |                      |           |                  |
| 1838                                                                                             | 1846          | Jean Septvants       |           |                  |
| 1846                                                                                             | 1848          | J.Crocquevieille     |           |                  |
| 1848                                                                                             | 1848          | Jean Lemaître        |           |                  |
| 1849                                                                                             | 1863          | François Jeannette   |           |                  |
| 1863                                                                                             | 1865          | Jacques Lecot        |           | Faisant fonction |
| 1866                                                                                             | 1869          | Jacques Lecot        |           |                  |
| 1869                                                                                             | 1869          | Pierre Feron         |           | Faisant fonction |
| 1870                                                                                             | 1876          | Abraham Jeannette    |           |                  |
| 1876                                                                                             | 1900          | Pierre Lecot         |           |                  |
| 1900                                                                                             | 1908          | Désiré Rihouey       |           |                  |
| 1909                                                                                             | 1914          | Pierre Élisabeth     |           |                  |
| 1915                                                                                             | 1918          | Jules Letulle        |           | Faisant fonction |
| 1919                                                                                             | 1943          | Pierre Élisabeth     |           |                  |
| 1944                                                                                             | 1945          | René Birée           |           |                  |
| 1946                                                                                             | 1948          | Paul Delafosse       |           |                  |
| 1948                                                                                             | 1959          | Léon Lebouteiller    |           |                  |
| 1959                                                                                             | 1983          | Albert Lesaulnier    |           |                  |
| 1983                                                                                             | 1995          | Roger Dupont         |           |                  |
| juin 1995                                                                                        | décembre 2015 | Geneviève Lecourtois | SE        | Agricultrice     |
| Une partie des données est issue d'une liste établie par Jean Pouëssel et Élise Gautier-Debroise |               |                      |           |                  |

| Période      | Période  | Identité               | Étiquette | Qualité           |
| ------------ | -------- | ---------------------- | --------- | ----------------- |
| janvier 2016 | mai 2020 | Geneviève Lecourtois   | SE        | Agricultrice      |
| mai 2020     | En cours | Élise Debroise-Gautier | SE        | Formatrice en CFA |

## Démographie
En 2021, la commune comptait 181 habitants. Depuis 2004, les enquêtes de recensement dans les communes de moins de 10 000 habitants ont lieu tous les cinq ans (en 2008, 2013, 2018, etc. pour Notre-Dame-d'Elle) et les chiffres de population municipale légale des autres années sont des estimations.
| 1793 | 1800 | 1806 | 1821 | 1831 | 1836 | 1851 | 1856 | 1861 |
| ---- | ---- | ---- | ---- | ---- | ---- | ---- | ---- | ---- |
| 227  | 242  | 279  | 278  | 248  | 311  | 262  | 230  | 231  |

| 1866 | 1872 | 1876 | 1881 | 1886 | 1891 | 1896 | 1901 | 1906 |
| ---- | ---- | ---- | ---- | ---- | ---- | ---- | ---- | ---- |
| 223  | 230  | 200  | 189  | 182  | 182  | 183  | 166  | 165  |

| 1911 | 1921 | 1926 | 1931 | 1936 | 1946 | 1954 | 1962 | 1968 |
| ---- | ---- | ---- | ---- | ---- | ---- | ---- | ---- | ---- |
| 167  | 144  | 160  | 175  | 148  | 110  | 127  | 127  | 123  |

| 1975 | 1982 | 1990 | 1999 | 2008 | 2013 | 2018 | 2021 | - |
| ---- | ---- | ---- | ---- | ---- | ---- | ---- | ---- | - |
| 135  | 130  | 119  | 122  | 130  | 169  | 178  | 181  | - |

## Lieux et monuments
- Église Notre-Dame-de-la-Délivrance (XXe siècle). L'édifice a été reconstruit à partir de 1959 selon les plans des architectes Mélik Nafilyan et Jacques Traverse, après la destruction de l'église en 1944. Elle a été inaugurée le 11 octobre 1962[14]. Elle abrite un bénitier (XVIIe) transformé en fonts baptismaux, une Vierge à l'Enfant (XVIIe), huit vitraux (XXe) de M. Boutzen, maître-verrier à Arcueil.
- Echo, sculpture moderne en granit de Nadaud Guilloton de juin 2000[3].

## Personnalités liées à la commune
- Léon Robine (Notre-Dame-d'Elle, 1911 - 1989), résistant, administrateur civil au Service national de protection civile, fondateur de la première association départementale de protection civile.